# Kaleva (nome)
Kaleva  è un nome proprio di persona finlandese maschile.

## Varianti
- Maschili: Kalevi[1]

### Varianti in altre lingue
- Estone: Kalev[1]

## Origine e diffusione
Nome di tradizione mitologica, che riprende quello del leggendario antenato dei finlandesi, di origine sconosciuta; il nome del Kalevala, il poema epico della Finlandia, significa letteralmente "la terra di Kalevi".
La forma estone Kalev, portata anche da un eroe della mitologia estone, corrisponde anche ad una forma ebraica del nome Caleb.

## Persone

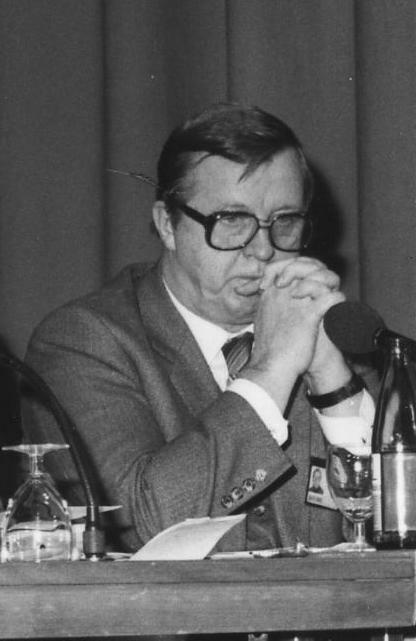
Kalevi Sorsa

### Variante Kalevi
- Kalevi Hämäläinen, fondista finlandese
- Kalevi Heinänen, cestista finlandese
- Kalevi Pakarinen, pentatleta e schermidore finlandese
- Kalevi Sorsa, politico finlandese